# Ceratopogon falcatus
Ceratopogon falcatus är en tvåvingeart som beskrevs av Remm 1974. Ceratopogon falcatus ingår i släktet Ceratopogon och familjen svidknott. Inga underarter finns listade i Catalogue of Life.